# Haus am Bischofstor

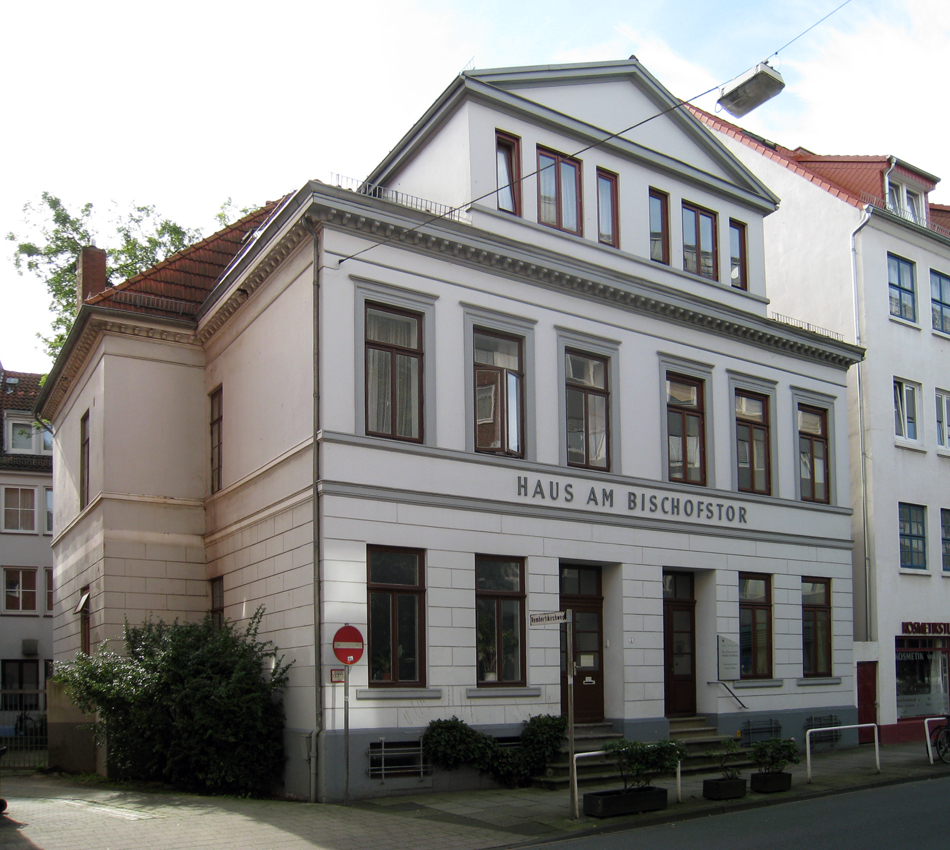
Haus am Bischofstor

Das Haus am Bischofstor befindet sich in Bremen, Stadtteil Mitte, Ortsteil Ostertor, Rembertistraße 4/5, Ecke Rembertikirchweg. Das Wohnhaus entstand 1822 nach Plänen von Heinrich Seemann. 
Es steht seit 1986 unter Bremer Denkmalschutz.

## Geschichte
Das alte Bischofstor war ein Tor in der Bremer Stadtmauer, das 1274 erstmals als acus episcopi (Bischofsnadel) erwähnt und um 1826 abgerissen wurde. 1830 und 1836 entstanden neue Torhäuser.
Das zweigeschossige, sechsachsige Wohnhaus am Bischofstor entwarf im Stil des Klassizismus der Maurermeister Seemann. Markant ist der große Giebel.
Es ist heute (2018) ein Wohn- und Bürohaus (Kanzlei).